# Jacques Alexandre
Dom Jacques Alexandre (Orléans, 24 januari 1653 - Bonne-Nouvelle, 23 juni 1734) was een Frans benedictijnermonnik. Hij was de schrijver van een vulgariserend medisch handboek.

## Levensloop
Alexandre werd geboren in een welgestelde familie en kreeg een degelijke opleiding in de menswetenschappen. Op 24-jarige leeftijd trad hij binnen in de benedictijnerabdij van Saint-Faron de Meaux. Deze behoorde tot de congregatie van Saint-Maur en de mauristen combineerden een strenge moraal met een grote intellectuele belangstelling. Dom Alexandre bekende zich als jansenist.

## Medisch handboek
Dom Alexandre schreef een medisch handboek voor de gewone man, die vaak verstoken was van gediplomeerde artsen. La médecine et la chirurgie des pauvres, qui contiennent les remèdes choisis, faciles à préparer et sans dépenses pour la plupart des maladies externes et internes qui attaquent le corps humain ("Geneeskunde en chirurgie voor de armen, met uitgekozen remedies die gemakkelijk en goedkoop te bereiden zijn voor de meeste externe en interne ziektes die het menselijk lichaam plagen") werd in 1714 uitgegeven door Laurent le Comte in Parijs. Dom Alexandre baseerde zijn werk niet op de overgeleverde principes van Galenus, maar op een dynamische analyse van de pathologie. Hij putte zowel uit de nieuwe wetenschappelijke inzichten als uit de traditionele geneeskunde toegepast op het platteland.